# Rhabdomastix monticola
Rhabdomastix monticola là loài ruồi trong họ Limoniidae. Chúng phân bố ở khu vực sinh thái Tân Bắc Cực.